# Алан Патрик (футболист)
А́лан Па́трик Лоуре́нсо (порт.-браз. Alan Patrick Lourenço; 13 мая 1991, Катандува, Сан-Паулу) — бразильский футболист, полузащитник клуба «Интернасьонал».

## Биография

### Клубная карьера
В детстве помимо футбола играл в футзал. Алан Патрик — воспитанник клуба «Сантос», в котором играл с 2004 года.
В основном составе «Сантоса» в чемпионате Бразилии дебютировал при тренере Вандерлее Лушембурго 13 сентября 2009 года в матче против «Санту-Андре» (1:0), Алан Патрик вышел на 63-й минуте вместо Мадсона. В Чемпионате Бразилии по футболу до 20 лет 2009 стал лучшим бомбардиром. В составе «Сантоса» дважды выиграл Лигу Паулисту в  2010 и  2011 годах и одержал победу в Кубке Бразилии в 2010.
В 2011 году вместе с «Сантосом» выиграл Кубок Либертадорес, в финале клуб обыграл по сумме двух матчей уругвайский «Пеньяроль» (0:0, 2:1). Алан Патрик сыграл в первом матче, выйдя на 79-й минуте на стадионе «Сентенарио» вместо Элано.
Летом 2011 года появилась информация об интересе к Алану Патрику со стороны: киевского «Динамо», бразильского «Интернасьонала», «Лилля» и донецкого «Шахтёра».
Алан Патрик 24 июня 2011 года подписал пятилетний контракт с донецким «Шахтёром». Клуб заплатил за игрока 4 млн евро.
В июле 2013 года Патрика отдали в годичную аренду в «Интернасьонал». Кроме «Интернасьонала» футболист также побывал в аренде в клубах «Палмейрас» и «Фламенго». Алан Патрик вернулся в «Шахтёр» в январе 2017-го.
Алан Патрик способен закрыть несколько позиций в линии полузащиты, хорошо работает с мячом и обладает креативным мышлением при построении атаки.

### Карьера в сборной
Выступал за юношескую и молодёжную сборные Бразилии.
Зимой 2011 года в составе молодёжной сборной выиграл чемпионат Южной Америки, который состоялся в Перу. На турнире провёл всего три матча (против Колумбии и дважды против Эквадора).
Алан Патрик был включён Неем Франко в состав на молодёжный чемпионат мира 2011, который состоялся в Колумбии.

## Достижения
«Сантос»
- Обладатель Кубка Бразилии: 2010
- Победитель Лиги Паулисты: 2010, 2011
- Победитель Кубка Либертадорес: 2011

«Шахтёр» (Донецк)
- Чемпион Украины (6): 2011/12, 2012/13, 2016/17, 2017/18, 2018/19, 2019/20
- Обладатель Кубка Украины (5): 2011/12, 2012/13, 2016/17, 2017/18, 2018/19
- Обладатель Суперкубка Украины (2): 2017, 2021

«Интернастонал»
- Чемпион штата Риу-Гранди-ду-Сул: 2014

Сборная Бразилии
- Чемпион молодёжного чемпионата Южной Америки: 2011
- Чемпион молодёжного чемпионата мира: 2011

### Личные
- Лучший ассистент чемпионата Украины: 2020/21 (8 передач)[10]